# Florence Foresti
Florence Foresti (Vénissieux, 8 novembre 1973) è un'attrice francese.
Ha condotto i Premi César 2016.

## Filmografia

### Cinema
Attrice
- Dikkenek, regia di Olivier Van Hoofstadt (2006)
- Détrompez-vous, regia di Bruno Dega (2007)
- Si c'était lui..., regia di Anne-Marie Etienne (2007)
- Mes amis, mes amours, regia di Lorraine Lévy (2008)
- King Guillaume, regia di Pierre-François Martin-Laval (2009)
- Hollywoo, regia di Frédéric Berthe e Pascal Serieis (2011)
- Parigi a tutti i costi (Paris à tout prix), regia di Reem Kherici (2013)
- Barbecue, regia di Éric Lavaine (2014)
- La folle histoire de Max et Léon, regia di Jonathan Barré (2016)
- Una famiglia senza freni (À fond), regia di Nicolas Benamou (2016)
- De plus belle, regia di Anne-Gaëlle Daval (2017)
- Lucky, regia di Olivier Van Hoofstadt (2020)
- La felicità degli altri (Le Bonheur des uns...), regia di Daniel Cohen (2020)

Doppiatrice
- Ant Bully - Una vita da formica (The Ant Bully), regia di John A. Davis (2006) - versione francese
- Asterix e il Regno degli dei (Astérix: Le Domaine des dieux), regia di Alexandre Astier e Louis Clichy (2014) - versione francese
- Il piccolo principe (Le Petit Prince), regia di Mark Osborne (2015) - versione francese
- Asterix e il segreto della pozione magica (Astérix: Le Secret de la Potion Magique), regia di Alexandre Astier e Louis Clichy (2018) - versione francese

### Televisione
- 20h10 pétantes (2003)
- On a tout essayé (2004)
- L'abribus (2008)
- Permission accordée (2010)
- Palmashow, l'émission (2012)
- Very Bad Blagues (2012)
- La Folle Histoire du Palmashow (2014-2015)
- Ce soir, c'est Palmashow (2019)
- ForesTiVi (2019) - 27 episodi
- Platane (2019)